# Одоровці
О́доровці (болг. Одоровци) — село в Монтанській області Болгарії. Входить до складу общини Брусарці.

## Населення
За даними перепису населення 2011 року у селі проживали 25 осіб, з них 23 особи (92,0%) — болгари.
Розподіл населення за віком у 2011 році:
Динаміка населення: